# Silun
Silun (kinesiska: 泗纶) är en köping i sydöstra Kina. Den ligger i Luoding i staden Yunfu i provinsen Guangdong, omkring 200 kilometer väster om provinshuvudstaden Guangzhou. Antalet invånare är 55 642. Befolkningen består av 27 706 kvinnor och 27 936 män. Barn under 15 år utgör 25,0 %, vuxna 15-64 år 63 %, och äldre över 65 år 11,0 %.